# Helmi Boxberger
Helmi Boxberger (* 7. März 1950 in Altötting) ist eine deutsche Schwimmerin und Olympiateilnehmerin. Die 1,74 m große und seinerzeit 63 kg schwere Athletin startete für den SV Nikar Heidelberg.
Im Jahr 1972 wurde sie Deutsche Meisterin über 200 m Lagen.
Sie nahm an den Olympischen Spielen 1968 in Mexiko-Stadt sowie 1972 in München teil, konnte sich aber für kein Finale qualifizieren. Ihre Ergebnisse:
- 1968:
  - 100 m Freistil: 1:05,1 min (Platz 26 unter insgesamt 57 Starterinnen).
  - 200 m Lagen: 2:45,2 min (Platz 31 unter 39 Starterinnen)
- 1972
  - 200 m Lagen: 2:33,71 min (Platz 34 unter 44 Starterinnen)
  - 400 m Lagen: 5:32,31 min (Platz 34 unter 38 Starterinnen)

Auch die 4 × 100-m-Freistilstaffel, der sie 1968 in Mexiko angehörte, schaffte den Einzug ins Finale nicht. Das Team (Heidi Reineck, Aloisia Bauer, Ingeborg Renner und Helmi Boxberger) kam in 4:19,4 min auf Platz 12 unter 15 teilnehmenden Staffeln.